# Виринген, Корнелис Клас ван

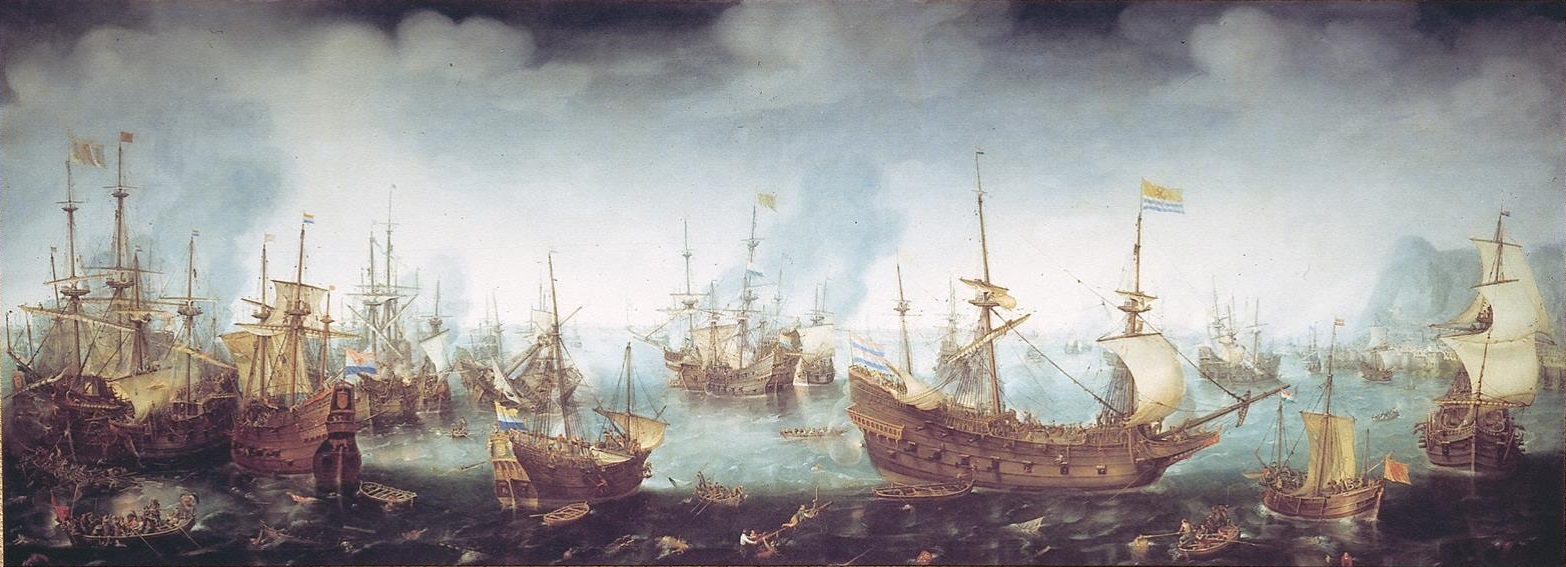
«Битва при Гибралтаре 25 апреля 1607 г.»

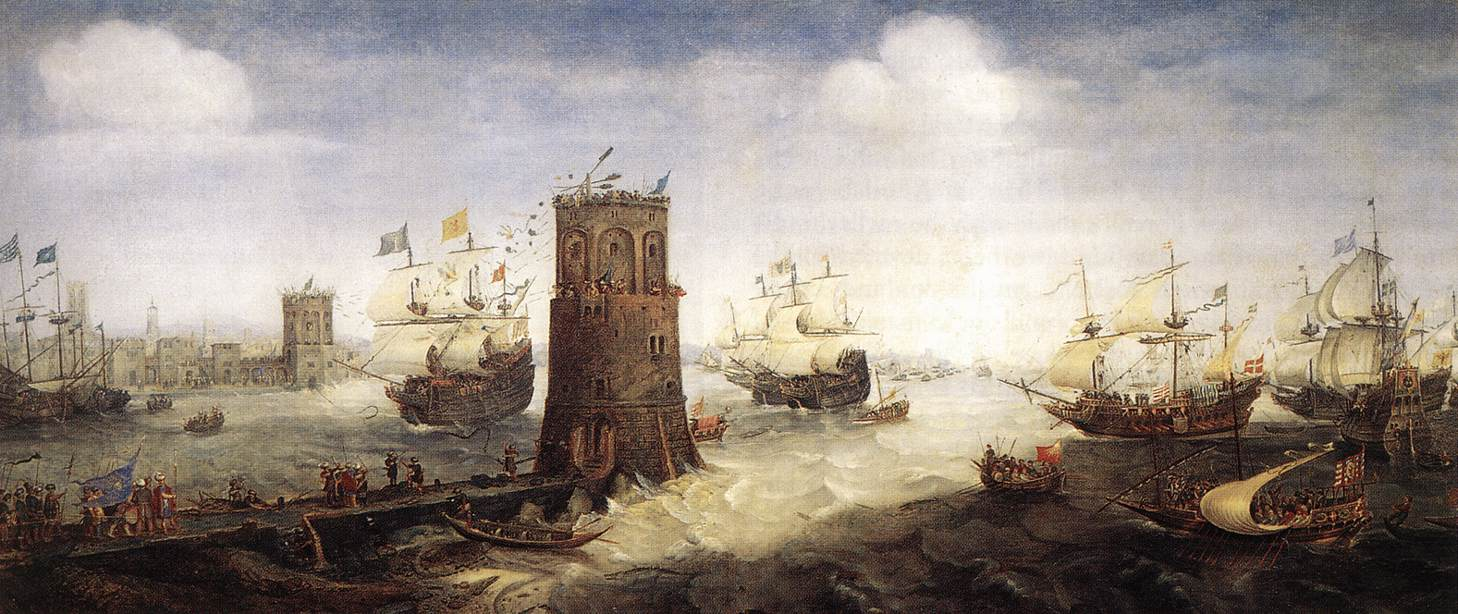
Картина Корнелиса Клас ван Вирингена «Осада Дамиата»

Корнелис Клас ван Виринген (1577, Харлем — 29 декабря 1633, там же) — голландский живописец и гравёр Золотого века Голландии. Маринист. На протяжении почти тридцати лет занимал важные должностные посты в гильдии Святого Луки, в родном Харлеме. Его самая популярная картина рассказывает о победе в Дамиате во время Пятого Крестового Похода.

## Биография
Родился в семье капитана из Харлема. Был учеником Хендрика Корнелиша Врума, работы которого сильно повлияли на его собственное творчество. Документальные источники подтверждают, что он поддерживал тесные дружеские отношения с Хендриком Гольциусом и Корнелисом Харлемским.
Двадцатилетний художник в 1597 году был принят в гильдию Святого Луки. Позже занимал пост губернатора Гильдии художников Харлема.
Специализировался на картинах с изображением кораблей и морских баталий.
Получал заказы от муниципальных советов Харлем и Амстердама. В 1629 году Корнелис Клас ван Виринген, выполняя один из таких заказов, изготовил гобелен, крупнейший в XVII веке (10,75 метров в длину и 2,40 метра высоты). Этот гобелен до сих пор висит на стене конференц-зала Харлемской городской мэрии. На всеобщее обозрение доступ к гобелену ван Вирингена проводят один раз в год на День памятников.
В настоящее время полотна Корнелиса Класа ван Вирингена находятся в коллекциях Национального морского музея (Гринвич, Великобритания), Государственного художественного музея (Амстердам, Нидерланды), Музее Франса Халса (Харлем, Нидерланды), музее Оксфордского университета (Великобритания), Национальной галерее Дании (Копенгаген).

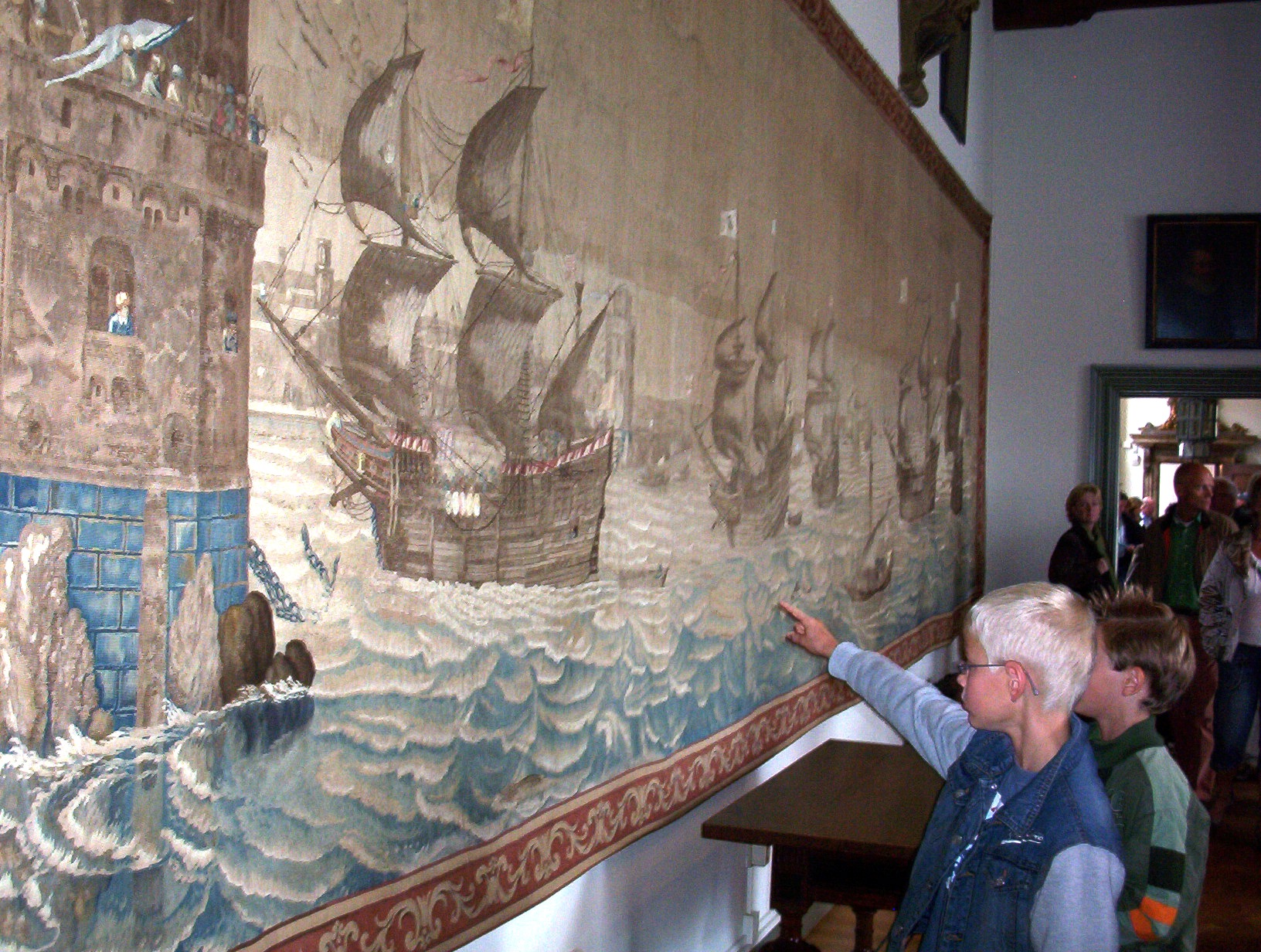
Гобелен работы Корнелиса Класа ван Вирингена